# 金気水
金気水（かなけみず）は酸化鉄などを含んだ水のことである。飲用や生活用水に適さない一方でその含有物の作用によって染め物に利用される。

## 概要
土中深くに存在する鉄は純粋な鉄として水に溶け込み、緑茶の色が変わるといった問題はあるものの飲用にあたっての問題は生じない。しかし空気が入り込むほど浅い場所に多くの鉄やマンガンが存在する場所では湧水や井戸水に錆びた粒子が混じり、赤茶色の水となる。このような水は金気水と呼ばれ、そのままでは飲用や生活用水には適さない。そのため上水が整備されるまでは金気水が出る地域の人々は深井戸を掘るか、川の水や濾過機を使って用水を確保した。こうした地域の人々も上水道の普及によって用水について悩まされることはなくなっていった。
その一方でその金気水を利用した「泥染め」が日本各地に存在する。これはタンニン系の染料で染めた布などを金気水に浸けることで黒い発色を得るものであり、絹織物を染め上げる久米島や奄美大島のものが有名である。かつては秋田県男鹿市やアイヌ民族でも泥染めが行われていた。

## 伝承
各地に金気水に関する伝承があるが、その中でも多いのは弘法大師にかかわるものである。金気水が出る地域では弘法大師が水を求めた際に断ったり嘘をついて飲ませなかったため、金気水が出るようになったという伝承が、逆に惜しみなく与えた地域では清水が出るようになったという伝承が各地に伝わっている。